# Иван Караджов (революционер)
Вижте пояснителната страница за други личности с името Иван Караджов.
Иван Христов Караджов с псевдоними Веригин, Вълков и Лешков е български общественик и революционер, деец на Вътрешната македонска революционна организация, един от основните привърженици на крилото на Иван Михайлов.

## Биография
Караджов е роден на 8/21 декември 1875 година в горноджумайското село Лешко, което тогава е в Османската империя. Със стипендия на Българската екзархия е изпратен да учи в българското класно училище в Цариград. В 1895 година завършва с десетия випуск Солунската българска мъжка гимназия. В гимназията се присъединява към ВМОРО.
Става учител в Горна Джумая и по нотно пеене в Скопското българско педагогическо училище (1895 – 1898). Образованието си завършва в 1902 година в Придворната певческа школа в Санкт Петербург, където в 1900 година, заедно с Кръсте Мисирков и други студенти, участва в създаването на Таен македоно-одрински кръжок.
След това е назначен като учител по пеене в Солунската българска мъжка гимназия. По време на Илинденско-Преображенското въстание е в затвора.
След освобождаването му в 1904 година в периода 1905 – 1907 година учителства в Сярското българско педагогическо училище и същевременно е окръжен ръководител на ВМОРО. Делегат е на Серския окръжен конгрес на ВМОРО през юли - август 1906 година.  След края на учебната година 1906/1907 година Екзархията е принудена от османските власти да го уволни заради подозрения в революционна дейност.
Установява се в България и учителства в Пазарджик и Дупница.
След Младотурската революция в 1908 година отново става български учител в Солун.
Съучредител е на Съюза на българските конституционни клубове. В 1909 година заедно с Димитър Константинов е избран от Горна Джумая за делегат на Втория конгрес на организацията.
В 1909 година композира музиката на песента „Тих бял Дунав се вълнува“, заради което е преследван от властите, наказан и преместен да преподава в Солунската българска девическа гимназия. През октомври 1910 година по време на обезоръжителната акция е тормозен от властите.
През Балканската война Караджов е доброволец в Македоно-одринското опълчение на Българската армия. От 1913 година е учител в Горна Джумая.
През септември 1915 година младши подофицер Караджов завежда разузнавателен пункт № 3 в Горна Джумая на Партизанския отряд на Единадесета пехотна македонска дивизия. При включването на Първата световна война навлиза в Македония и организира разузнавателна чета. По-късно е началник на разузнавателния пункт във Велес.
По случай 15-ата годишнина от Илинденско-Преображенското въстание за заслуги към постигане на българския идеал в Македония през Първата световна война в 1918 година, е награден с орден „Свети Александър“.
След войната до 1930 година отново преподава пеене в Горна Джумая. Включва се във възстановената от Тодор Александров ВМРО и е пунктов началник на организацията в Горна Джумая. Михаил Монев и Иван Караджов изграждат и осигуряват куриерски връзки, набавят оръжие и екипират въоръжени чети за акции във Вардарска Македония.
Преследван е от правителството на Александър Стамболийски, което прави опит да го убие заедно с Михаил Монев и Иван Попевтимов. Караджов участва в потушаването на Септемврийския бунт в Пиринска Македония в 1923 година и в Горноджумайската наказателна акция през септември 1924 година.
Влиза в настоятелството на Горноджумайското македонско благотворително братство.
През юли 1928 година на Седмия конгрес на ВМРО е избран за член на ЦК заедно с Иван Михайлов и Страхил Развигоров. При разцеплението след убийството на Александър Протогеров е на страната на крилото на Иван Михайлов.
Пенсионира се и спира да преподава през 1930 година, а година след това отказва поста си в ЦК на ВМРО по здравословни причини.

Иван Караджов умира през 1934 година в Горна Джумая. За него Христо Шалдев пише: 
| „ | Той беше добър и приятен събеседник, във всяка компания; беше човек с широка душа; беше, най-после, голем българин в душата и съзнанието на когото бе легнала идеята за освобождението и обединението на българското племе. | “ |

Женен е за единствената дъщеря на архимандрит Йона Маджаров – Олга.
Паметна плоча на Иван Караджов е поставена на стената на читалището в Благоевград.
- Тодор Александров и Иван Караджов
- Тодор Александров, Иван Караджов и други
- Тодор Александров, Иван Караджов и други